# Liste der Naturschutzgebiete im Landkreis Nordsachsen
Im Sächsischen Landkreis Nordsachsen gibt es 16 Naturschutzgebiete.
| Name des Gebietes                      | Bild           | Kennung | WDPA      | Landkreis / Stadt              | Beschreibung / Bemerkungen | Standort | Fläche in Hektar | Datum der Verordnung |
| -------------------------------------- | -------------- | ------- | --------- | ------------------------------ | --- | -------- | ---------------- | -------------------- |
| Alte Elbe Kathewitz                    | weitere Bilder | L 54    | 162084    | Landkreis Nordsachsen          | | Position | 465              | 1990                 |
| An der Klosterwiese                    | weitere Bilder | L 15    | 162212    | Landkreis Nordsachsen          | | Position | 75               | 1990                 |
| Großer Teich Torgau                    | weitere Bilder | L 48    | 163362    | Landkreis Nordsachsen          | | Position | 532              | 1992                 |
| Gruna                                  | weitere Bilder | L 05    | 163397    | Landkreis Nordsachsen          | | Position | 28,86            | 1995                 |
| Kreuzgrund                             |                | L 51    | 164256    | Landkreis Nordsachsen          | | Position | 16,9             | 1986                 |
| Langes Holz - Radeland                 | weitere Bilder | L 14    | 164367    | Landkreis Nordsachsen          | | Position | 49,4             | 1987                 |
| Luppeaue                               | weitere Bilder | L 45    | 164527    | Landkreis Nordsachsen, Leipzig | | Position | 598              | 1993                 |
| Paupitzscher See                       |                | L 46    | 164979    | Landkreis Nordsachsen          | | Position | 143              | 1996                 |
| Presseler Heidewald- und Moorgebiet    | weitere Bilder | L 44    | 64696     | Landkreis Nordsachsen          | | Position | 4095             | 1990                 |
| Prudel Döhlen                          |                | L 52    | 165048    | Landkreis Nordsachsen          | | Position | 157              | 1994                 |
| Reudnitz                               | weitere Bilder | L 38    | 165147    | Landkreis Nordsachsen          | | Position | 157,5            | 1992                 |
| Roitzsch                               |                | L 07    | 165215    | Landkreis Nordsachsen          | | Position | 8,69             | 1997                 |
| Spröde                                 | weitere Bilder | L 36    | 165629    | Landkreis Nordsachsen          | östlicher Teil (ca. 28 ha) der ausgedehnten Wald- und Heidelandschaft „Sprödaer Wald“ (etwa 250 ha) zwischen Spröda im Norden und Brinnis im Süden, gekennzeichnet durch großflächige Eichen- und Hainbuchenwäldern und bodensaure Buchenwälder im Wechsel mit Flachland-Mähwiesen und Wald-Sumpfgebieten, seit 2002 ist das Naturschutzgebiet Teil des FFH-Schutzgebiet „Sprödaer Wald und Triftholz“ (4440-303) | Position | 27,63            | 1961                 |
| Vereinigte Mulde Eilenburg – Bad Düben | weitere Bilder | L 59    | 319254    | Landkreis Nordsachsen          | | Position | 1453             | 1997                 |
| Werbeliner See                         | weitere Bilder | L 61    | 555632897 | Landkreis Nordsachsen          | | Position | 1506,3           | 2019                 |
| Wölperner Torfwiesen                   | weitere Bilder | L 40    | 166358    | Landkreis Nordsachsen          | | Position | 46,25            | 1989                 |